# Can Rafart
Can Rafart és una masia de Vilassar de Dalt (Maresme), catalogada com a bé cultural d'interès local.

## Història
Les primeres mencions documentals al mas Riera del Pou són del 1229, quan pertanyia a Dolça de Riera, i en un capbreu del segle xiv apareix com un domini del Castell de Vilassar. El 1579, l'hereu Francesc i la pubilla Elionor Riera es casaren respectivament amb la pubilla Paula i l'hereu Salvi del mas Rafart de Cabrils, actual Castell de Can Jaumar. Aquest és l'origen de l'actual denominació del mas.
L'hereu Salvador Rafart i Riera fou domèstic del virrei de Sardenya, Alfons d'Erill, que l'any 1623 portà les relíquies dels Sants Màrtirs a Vilassar. El seu germà Onofre (†1656), casat el 1638 amb la filla del botiguer de teles Jaume Martí, va ser l'iniciador d'una nissaga de candelers de cera de Barcelona, continuada pels seus fills Manel i Francesc. El 1669, la seva filla Gertrudis Rafart i Martí es va casar amb el botiguer de teles Francesc Bassols i Riera (†1701). L'hereu fou Francesc Bassols i Rafart (1672-1714), també botiguer de teles i destacat austriacista, que participà en la defensa del baluard del Portal Nou a la matinada de l'11 de setembre del 1714, i morí poc després en el contraatac del convent de Sant Agustí. Els seus béns foren segrestats durant la llarga postguerra, i foren heretats pel seu fill, el jurista Joaquim de Bassols i Colomer (1707-1796).
En aquesta època, Can Rafart i Can Vehil de la Serra constituïen una única propietat, que a començaments del segle xix seria adquirida per l'hisendat barceloní Melcior de Bruguera i de Manning, hereu de Can Bruguera. Als tombants de segle, el seu fill Josep de Bruguera i d'Alemany el va fer reformar per a anar a viure-hi en casar-se.
A les darreries dels anys 1950, i mitjançant un vitalici atorgat per la darrera propietària de la família Bruguera, Can Rafart i Can Vehil de la Serra passaren a mans de Josep Maria de Porcioles i Colomer, aleshores alcalde de Barcelona.

## Descripció
Consta de planta baixa i dos pisis amb coberta a dues aigües i carener paral·lel a la façana principal. Hi ha un cos annex a la façana de ponent de planta baixa i porxo d'arc de mig punt.